# NGC 3998
NGC 3998 é uma galáxia lenticular (S0) localizada na direcção da constelação de Ursa Major. Possui uma declinação de +55° 27' 14" e uma ascensão recta de 11 horas, 57 minutos e 55,9 segundos.
A galáxia NGC 3998 foi descoberta em 14 de Abril de 1789 por William Herschel.